# إثيل واتس مومفورد
إثيل واتس مومفورد (بالإنجليزية: Ethel Watts Mumford)‏ (1878 - 1940)؛ كاتِبة، شاعرة وروائية أمريكية.

## روابط خارجية
- إثيل واتس مومفورد على موقع IMDb (الإنجليزية)
- إثيل واتس مومفورد على موقع قاعدة بيانات برودواي على الإنترنت (الإنجليزية)